# Сецеховиці (Краківський повіт)
Сецеховиці (пол. Sieciechowice) — село в Польщі, у гміні Івановиці Краківського повіту Малопольського воєводства.
Населення — 1057 осіб (2011).

## Демографія
Демографічна структура станом на 31 березня 2011 року:
|          | Загалом | Допрацездатний вік | Працездатний вік | Постпрацездатний вік |
| -------- | ------- | ------------------ | ---------------- | -------------------- |
| Чоловіки | 534     | 112                | 354              | 68                   |
| Жінки    | 523     | 109                | 305              | 109                  |
| Разом    | 1057    | 221                | 659              | 177                  |